# انگاس
انگاس، روستایی است از توابع بخش کجور شهرستان نوشهر در استان مازندران ایران.
این روستا در ۹ کیلومتری جنوب بخش کجور از توابع شهرستان نوشهر در ۳۶ درجه و ۱۵ دقیقه عرض شمالی و ۵۱ درجه و ۴۵ دقیقه طول جغرافیایی از نصف النهار گرینویچ قراردارد. این روستا در ارتفاع حدود ۱۹۰۰ متری از سطح دریای آزاد و در دامنه کوه‌های سر بفلک کشیده رشته‌کوه البرز همچون کنگلو (کنگر لو) در سمت جنوب به ارتفاع ۳۶۰۰ متر و شاه کوه در سمت شمال غرب به ارتفاع ۲۹۷۴ متر و دشتان در سمت شرق به ارتفاع ۲۹۱۳ متر و گته چال در سمت جنوب به ارتفاع ۲۸۰۵ متر و حمزه چال در سمت شمال غرب به ارتفاع ۲۸۹۵ متر واقع شده‌است، این کوهستان‌ها همچون دیواری بلند آن را احاطه کرده‌اند.

## وجه تسمیه
کلمه انگاس برگرفته از واژه ایست پهلوی که از دو جز ء (ان و گاس) تشکیل می‌گردد
- ان در ترکیب پهلوی (گاتو gatha) بمعنی (to live)یعنی هواخوری ونفس کشیدن،
- گاس در پهلوی بمعنی جا ومکان،

که از ترکیب این دو کلمه انگاس یعنی جای خوش آب وهوا ومحل زندگی بدست می‌آید.
البته در واژه طبری، افزار پیشه وران نیز معنی شده‌است.

## جمعیت روستا و معیشت مردم
این روستا در دهستان توابع کجور قرار دارد و براساس سرشماری مرکز آمار ایران در سال ۱۳۹۵، جمعیت آن ۲۷۲ نفر (۹۸ خانوار) بوده‌است. مردم انگاس از قومیت طبری هستند. مردم انگاس به زبان طبری و گویش کجوری سخن می‌گویند. جمعیت روستا در سال‌های اخیر با کاهش مواجه بوده‌است که این مسئله می‌تواند بعلت پیرشدن جمعیت روستا در اثر مهاجرت زوجهای جوان به شهرهای اطراف مانند نوشهر، نور، رویان و چالوس باشد.
در فصل تابستان جمعیت روستا به بیش از ۳۰۰ خانوار افزایش می‌یابد. مراجعت ساکنین قدیمی روستا که در سال‌های اخیر به شهر مهاجرت کرده‌اند، در فصل تابستان برای استفاده از هوای مطبوع و کوهستانی وگاها انتقال دام برای استفاده از مراتع سرسبز در فصل گرم به روستا، علت اصلی این افزایش جمعیت در فصل تابستان محسوب می‌شود. البته افراد غیر بومی علاقمند به طبیعت و گردشگرها که بعضاً منزل مسکونی نیز در روستا دارند، بخشی از این جمعیت فصلی را تشکیل می‌دهند. شغل غالب مردم روستا کشاورزی، باغداری و دامداری است. زمین‌های کشاورزی عمدتاً برای کاشت گندم، جو، شبدر و یونجه استفاده می‌شود.

## شرایط آب و هوایی
این دهکدهٔ کوهستانی با ارتفاع ۱۹۰۰ متر از سطح دریا دارای آب وهوایی بسیار سرد در زمستان وخنک و دلچسب در تابستان است. (لازم است ذکر شود که به‌طور تقریبی به ازای ۱۰۰۰ متر افزایش ارتفاع، ۶ درجه سانتی گراد از دمای هوا کاسته می‌شود یعنی اگر در تابستان هوای شهر نوشهر ۲۵ درجه باشد دمای هوا درانگاس ۱۳ درجه است).

## جاذبه‌های گردشگری
طبیعت بکر و دست نخوردهٔ روستا، رودخانه‌های زلال و چشمه‌های جوشان، بافت سنتی محل و جریان زندگی ساده و به دور از هیاهوی شهر در روستا، از امتیازات بارز انگاس برای جذب توریست به‌شمار می‌آید. از چشمه‌های زیبای این دهکدهٔ کوهستانی که آبی گوارا دارند می‌توان به ۱- آبشار جناب ۲- آبشار پنجاه چم ۳ - آبشار چشمه موزیا ۴ - آبشار اوسیاره ۵ - بز چشمه اشاره کرد.
علاوه بر جاذبه‌های طبیعی متعدد و مناظر بدیع که بر دامنهٔ ارتفاعات مجاور این روستا به چشم می‌خورد، اماکن زیارتی نظیر مرقدامام زاده یحیی از نوادگان حسین بن علی، امام سوم شیعیان و همچنین مقبرهٔ امام زاده محمد که خارج از بخش مسکونی روستا واقع شده‌است را می‌توان از وجوه جذب گردشگر در روستای مزبور به‌شمار آورد. شایان ذکر است که مقبرهٔ امام زاده یحیی به تازگی مورد تجدید بنا قرار گرفته‌است. همچنین در حیاط این مقبره مسافرخانه‌ای با کمک‌های مردمی بنا شده که هر ساله، مخصوصاً در فصل تابستان محل اسکان گردشگرانی است که برای بازدید از این روستا آمده‌اند.